# 박인환문학상
박인환문학상(朴寅煥文學賞)은 대한민국의 문학상이다. 1999년 제정된 이후 20여 년 동안 이수명, 김민정, 함기석, 황병승, 이준규, 김언, 오은 등 젊고 전위적인 시인들을 수상자로 결정하고 있다. 2019년부터는 경향신문, 계간 시현실, 강원 인제군, 인제문화재단, 박인환시인기념사업추진위원회가 공동으로 운영하고 있다.

## 박인환문학상 수상자
|               | 수상자                             |
| ------------- | ---------------------------------- |
| 2000년 제1회  | 김지향 <때로는 나도 증발되고 싶다> |
| 2001년 제2회  | 이수명 <밧줄>                      |
| 2002년 제3회  | 박찬일                             |
| 2003년 제4회  | 김상미                             |
| 2004년 제5회  | 정재학                             |
| 2005년 제6회  | 송준영 <습득>                      |
| 2006년 제7회  | 김왕노                             |
| 2007년 제8회  | 김민정                             |
| 2008년 제9회  | 문현미                             |
| 2009년 제10회 | 함기석 <어느 악사의 0번째 기타줄>  |
| 2010년 제11회 | 황병승 <도둑키스>                  |
| 2011년 제12회 | 이준규                             |
| 2012년 제13회 | 김언                               |
| 2013년 제14회 | 박장호                             |
| 2014년 제15회 | 오은                               |
| 2015년 제16회 | 박성준                             |
| 2016년 제17회 | 송승언 <철과 오크>                 |
| 2017년 제18회 | 김학중 <벽화> 외 4편               |
| 2018년 제19회 | 서윤후 <발광고지>                  |
| 2019년 제20회 | 김건영 <알고리듬>외 4편            |
| 2020년        | 수상자 없음                        |
| 2021년 제21회 | 배한봉 <고래와 비닐>               |
| 2022년 제22회 | 심은섭 <가문비나무엔 허파가 없다>  |
| 2023년 제23회 | 김종연 <영원향>                    |
| 2024년 제24회 | 김승일 <절단면>                    |